# CD Banyoles
Club Deportiu Banyoles – hiszpański klub piłkarski, grający w Segona Catalana, mający siedzibę w mieście Banyoles.

## Sezony
- 23 sezonów w Tercera División

## Byli gracze
- Ferran Corominas
- Andreu Fontàs
- Albert Serra Figueras
- Francisco Javier Flores Gómez